# Dagmar Larisika-Ulmke
Dagmar Larisika-Ulmke (* 30. Mai 1943 in Koblenz; † 13. April 1998) war eine deutsche Politikerin (FDP).
Larisika-Ulmke verließ 1960 das Gymnasium mit der mittleren Reife und besuchte anschließend eine Fachoberschule für Kindergärtnerinnen und Hortnerinnen. Ihr Staatsexamen absolvierte sie 1963 und war bis 1966 als Kindergärtnerin tätig. Im Anschluss arbeitete sie bis 1972 und von 1979 bis 1985 im Kriminaldienst des Landes Nordrhein-Westfalen.
Lariska-Ulmke war von 1975 bis 1988 Ratsfrau und von 1975 bis 1984 stellvertretende Bürgermeisterin der Stadt Fröndenberg. Von 1985 bis 1995 war sie Abgeordnete des zehnten und elften Landtags von Nordrhein-Westfalen. Sie zog über die Listenplätze 11 bzw. 5 der Landesliste ihrer Partei in den Landtag ein.